# Потиљачна кост
Потиљачна кост (лат. os occipitale) је непарна кост, која учествује у изградњи базе и крова лобање. Састоји се од неколико делова, који међусобно срастају тек након рођења јединке, а који су распоређени око тзв. великог отвора (лат. foramen magnum). На њој се описују базиларни део, два бочна дела и љуска потиљачне кости.

## Базиларни део
Базиларни део (лат. pars basilaris) је смештен испред великог отвора. Око 25. године живота он сраста са телом клинасте кости, услед окоштавања хрскавице која их повезује. На базиларном делу, који има облик четвртасте плоче, описују се две стране (горња и доња), бочне ивице и два краја (предњи и задњи).
На горњој страни базиларног дела кости налази се широк жлеб, који са телом клинасте кости образује тзв. падину (лат. clivus). Дуж падине се простиру делови можданог стабла (продужена мождина и мост), кичмене артерије, базиларна артерија и венски сплет, као и доњи петрозни синус.
Доња страна садржи ждрелну квржицу (лат. tuberculum pharyngeum), на којој се припајају ждрелна фасција и предња веза кичменог стуба. Бочно од ње пружа се парни мишићни гребен (лат. crista muscularis), који служи за причвршћивање предњег правог мишића главе. Осим тога, на доњој страни су присутни предња кондиларна јамица и један део потиљачних кондила.
Бочне ивице се пружају косо унутра и унапред, а преко њих се базиларни део зглобљава са слепооочном кости. Предњи крај се спаја са телом клинасте кости, а задњи крај учествује у изградњи руба великог потиљачног отвора.

## Бочни делови
Бочни делови (лат. partes laterales) спајају љуску и базиларни део потиљачне кости, и истовремено граде бочне ивице великог отвора. На њима се описују две стране (горња и доња) и две ивице (спољашња и унутрашња).
Горња страна садржи југуларну квргу (лат. tuberculum jugulare), на којој постоји жлеб за пролаз помоћног, језично-ждрелног и живца лутаоца. Осим тога, на горњој страни постоји и отвор подјезичног живца и југуларни наставак (лат. processus jugularis).
На доњој страни је присутно зглобно испупчење, које носи назив потиљачни кондил (лат. condylus occipitalis), а које служи за повезивање кости са првим вратним кичменим пршљеном.
Спољашња ивица је подељена на предњи и задњи део. Предњи део је слободан и садржи дубок југуларни усек, који са аналогним усеком на темпоралној кости гради југуларни отвор кроз који пролазе венски судови и живци. Преко задњег дела се потиљачна кост зглобљава са мастоидним наставком слепоочне кости.
Унутрашња ивица бочних делова учествује непосредно у изградњи великог отвора.

## Љуска
Љуска потиљачне кости (лат. squama occipitalis) има облик широке плоче, на којој се описују две стране (спољашња и унутрашња) и две ивице (ободна и предња).
Унутрашња страна је удубљена и помоћу тзв. крстастог испупчења (лат. eminentia cruciformis) је подељена на четири поља. У изградњи испупчења учествују водоравни и хоризонтални гребен, а на месту њиховог укрштања се налази унутрашња потиљачна кврга (лат. protuberantia occipitalis interna). Две горње јаме одговарају потиљачним режњевима великог мозга, док су доње приљубљене уз хемисфере малог мозга.
Спољашња страна је испупчена и на њеној средини је присутна спољашња потиљачна кврга (лат. protuberantia occipitalis externa). Читава страна се дели на горњи део (потиљачно поље љуске) и доњи део (вратно поље љуске). Први улази у састав крова лобање, а други је нераван јер садржи бројне линије на којима се припајају мишићи главе и врата: највиша (лат. linea nuchalis suprema), горња (лат. linea nuchalis superior) и доња линија потиљаче (лат. linea nuchalis inferior).
Ободна ивица љуске је веома назупчена и садржи три угла: горњи (који се зглобљава са угловима десне и леве темене кости) и два бочна угла (преко којих се љуска спаја са слепоочном и теменом кости).
Предња ивица гради задњи руб великог потиљачног отвора, кроз који пролазе продужена мождина, кичмене артерије, кичмени корен помоћног живца, предње и задње артерије кичмене мождине и базиларни венски сплет.